# Palacio Chiarino

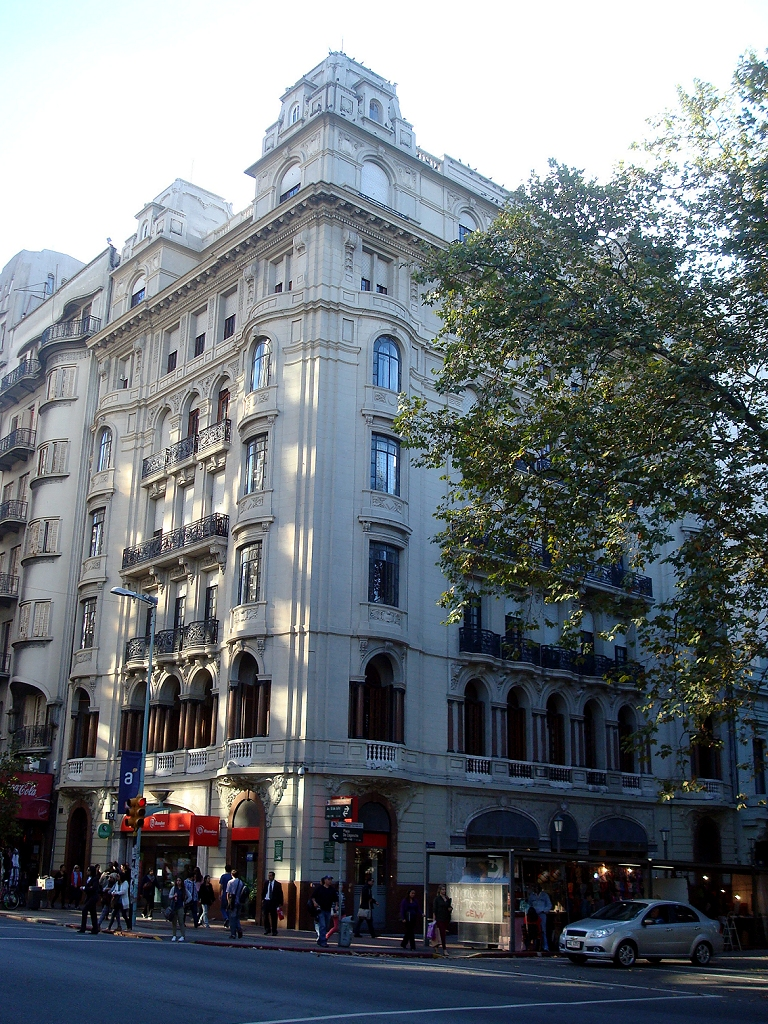
Palacio Chiarino

Der Palacio Chiarino ist ein Bauwerk in der uruguayischen Landeshauptstadt Montevideo.
Das um 1928 errichtete Gebäude befindet sich im Barrio Centro in der Avenida 18 de Julio 1117-1121 an der Plaza Cagancha und ist dem Stil des historischen Eklektizismus mit Anlehnung an die französische Revolutionsarchitektur zuzuordnen.  Als Architekten zeichneten Antonio Chiarino und Bartolomé Triay verantwortlich. Ursprünglich als Wohn- und Geschäftshaus konzipiert, beherbergt es mittlerweile neben Wohnappartements eine Bank. Seit 1995 ist der Palacio Chiarino als Bien de Interés Municipal klassifiziert.